# GAIG

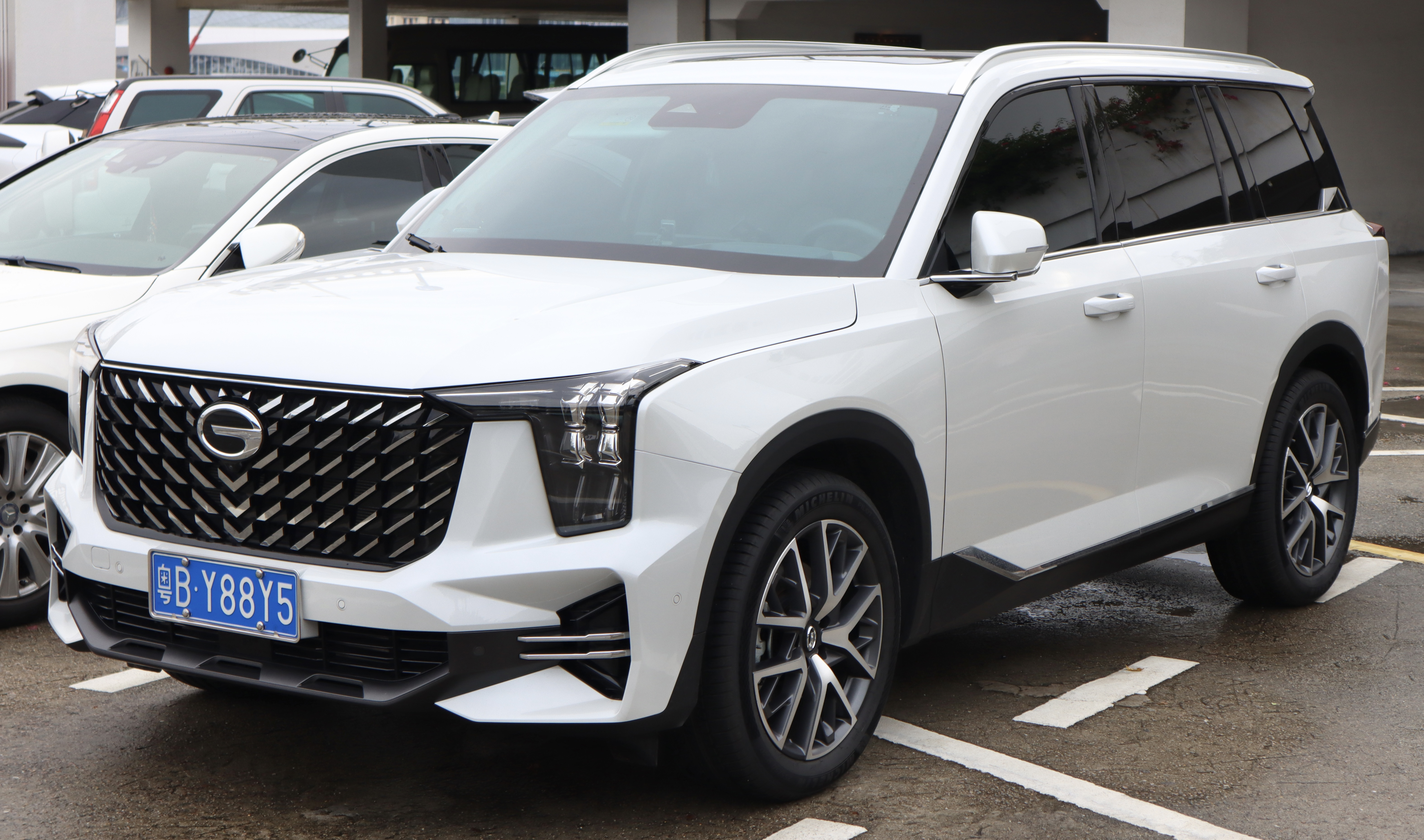
GAC Trumpchi GS8

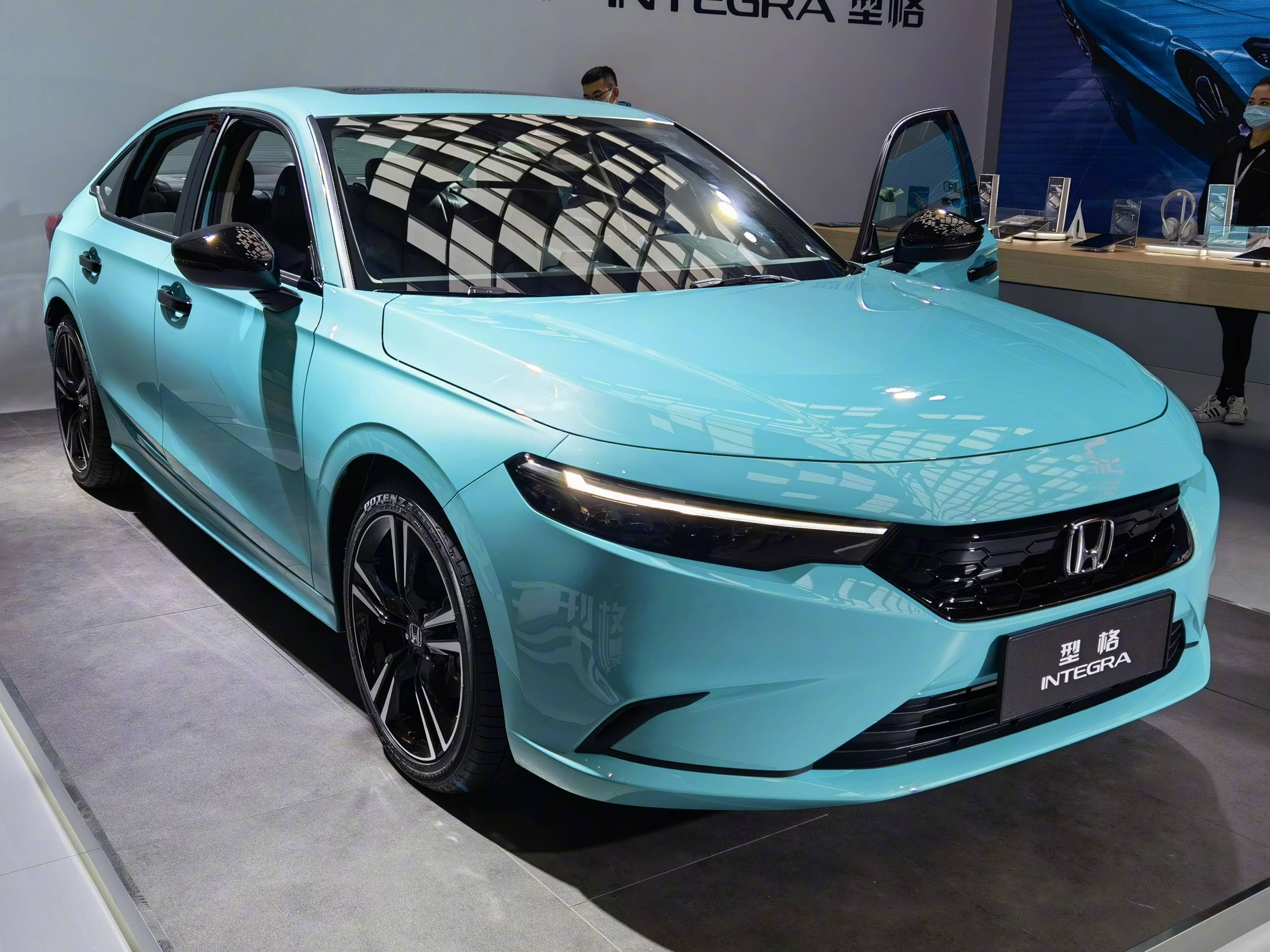
GAC-Honda Integra

GAIG (chiń. upr. 广汽工业) – chiński państwowy holding zajmujący się produkcją samochodów osobowych i dostawczych oraz skuterów i motocykli, działający od 2000 roku, z siedzibą w Kantonie. Zarządza koncernem GAC Group oraz podległymi mu spółkami zależnymi oraz spółkami joint venture. Należy do władz chińskiej prowincji Guangdong.

## Struktura holdingu
- GAIG
  - GAC Group
    - GAC Motor
      - GAC Trumpchi
      - Changfeng Motor
      - Gonow(inne języki)
      - Leopaard

    - GAC Aion
      - Aion
      - Hycan
      - Hyptec

    - GAC BYD(inne języki)
    - GAC Honda
    - GAC Hino(inne języki)
    - GAC Toyota(inne języki)
    - GAC Wuyang-Honda

  - Denway Motors

## Historia
W czerwcu 2000 roku doszło do fuzji dwóch spółek Guangzhou Automobile Group i Guangzhou Motors Group Company, które zajmowały się dotąd kolejno produkcją samochodów we współpracy Peugeota i Hondy oraz motocykli oraz skuterów Wuyang. Połączenie odbyło się za zgodą i pod nadzorem władz chińskiej prowincji, tworząc nowy holding Guangzhou Automobile Industry Group o wielobranżowej charakterystyce. W pierwszej dekadzie XXI wieku nastąpiła intensywna rozbuowa portfolio opodmiotów podległych holdingowi GAIG. Chińska grupa zwiększyła grono zagranicznych partnerów, z którymi uruchomiono współpracę. Oprócz Hondy utworzono także spółki joint venture m.in. z Isuzu, Mitsubishi i Toyotą. 
W 2005 roku pojawił się także koncern GAC Group, początkowo produkujący samochody własnych, chińskich marek Changfeng i Gonow, by w 2010 roku skoncentrować się na tytułowej marce GAC. Ta w drugiej dekadzie XXI wieku stopniowo rozbudowała swoją gamę modelową, a także rozpoczęła ekspansję na rynkach zagranicznych. W 2021 roku GAIG znalazło się w rankingu największych i najwyżej wycenianych firm świata Fortune World 500, plasując się na 176. miejscu.